# Martini (vermut)

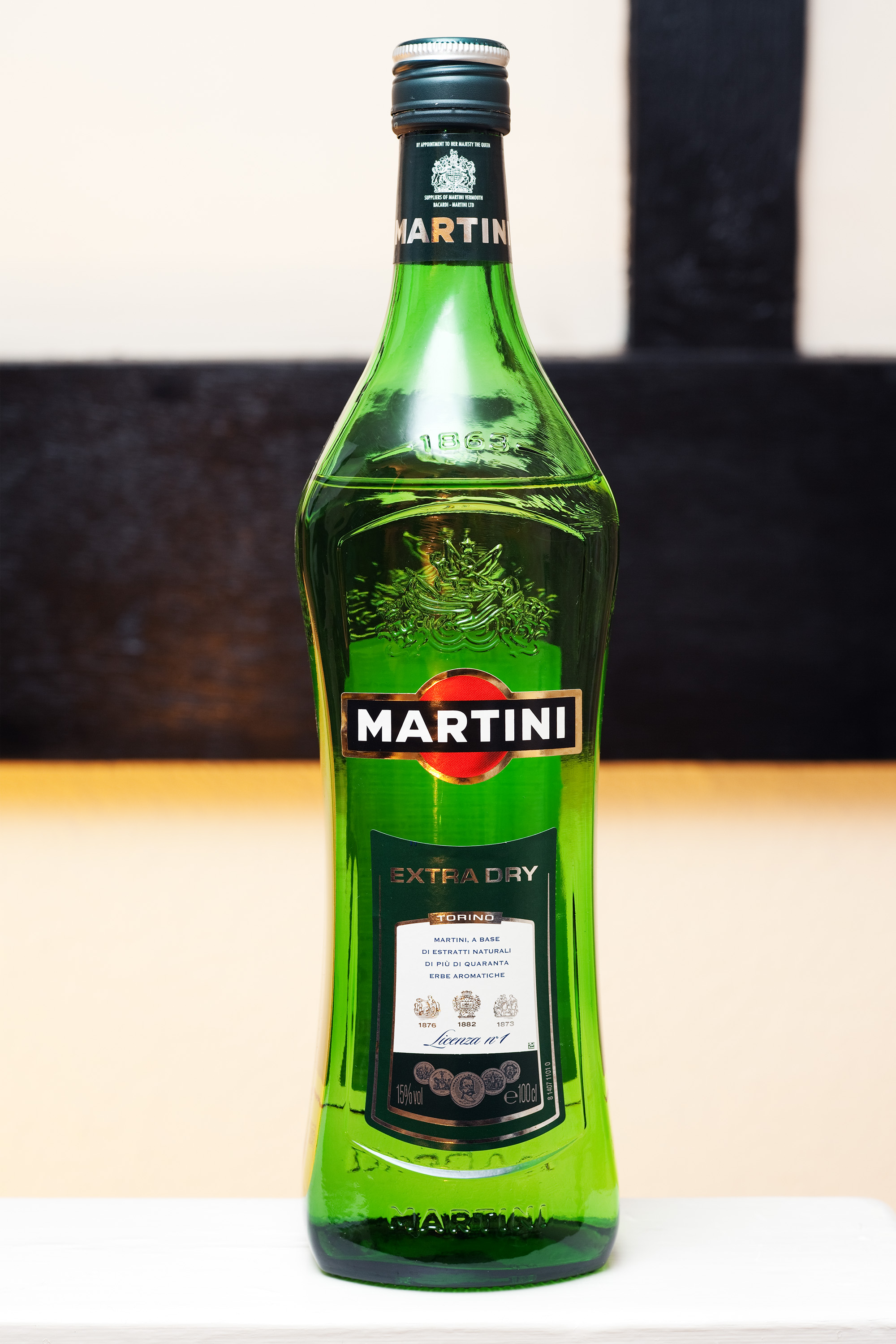
Martini Extra Dry

Martini este o marcă italiană de vermut, numită după compania producătoare Martini & Rossi Distilleria Nazionale di Spirito di Vino din Torino.

## Istoric
Clemente Michel, Carlo Re, Carlo Agnelli și Eligio Baudino au înființat în anul 1847 o fabrică de îmbuteliere de vermut la Pessione. Câțiva ani mai târziu Alessandro Martini s-a alăturat echipei, devenind director în 1863, împreună cu Teofilo Sola si Luigi Rossi (care era inventatorul vermutului). În 1863 ei au schimbat numele companiei în Martini, Sola & Cia. Au început să exporte sticle de vermut în întreaga lume. Primele lăzi de vermut au ajuns la New York în 1867. În acea perioadă compania a fost distinsă cu mai multe premii, care sunt încă menționate pe sticle: Dublin (1865), Paris (1867 și 1878), Viena (1873) și Philadelphia (1876). La doar treizeci de ani după crearea sa, vermutul Martini era disponibil în Statele Unite ale Americii, Brazilia, Argentina, Grecia, Portugalia, Belgia, Egipt și în alte țări. În 1879 familia Sola și-a vândut părțile sociale partenerilor rămași, care au redenumit compania Martini & Rossi, așa cum este astăzi.
După unele opinii această marcă ar fi dat denumirea cocktailului american martini din vermut și gin (o rețetă anterioară este cunoscută din 1888), deși există și alte speculații cu privire la etimologia denumirii cocktailului.
În 1892 afacerea a fost preluată de cei patru fii ai lui Rossi; controlul afacerii a trecut la nepoții lui în 1930. În 1929 a fost înregistrat pentru prima dată logo-ul Martini Ball & Bar. În urma restructurării din 1977 a fost înființată compania General Beverage Corporation. În 1992 Martini & Rossi a fuzionat cu Bacardi. „Martini este a patra cea mai puternică marcă de spirtoase”, potrivit unui sondaj de piață din 2006.
În 1970 și 1971 Martini împreună cu Rossi a sprijinit așa-numitul „Ladies Football World Championships”. Aceste turnee nu aveau nicio legătură cu FIFA și cu federațiile națioanle de fotbal. Ele au fost organizate la Roma și în Mexic.

## Băuturi
Vermutul Martini este realizat din patru ingrediente: vin, produse vegetale, zahăr și alcool.
- Martini Rosso - 1863
- Martini Extra Dry - a fost lansat în prima zi a anului 1900
- Martini Bianco - 1910
- Martini Rosato
- Martini D’Oro - 1998
- Martini Fiero
- Martini Soda
- Martini Riserva Monterela
- Martini Bitter
- Martini Brut
- Martini Rosé
- Martini Dolce
- Martini Prosecco
- Martini Asti
- Martini Gold by Dolce&Gabbana
- Martini Royale